# Grecia en los Juegos Olímpicos de Los Ángeles 1932
Grecia estuvo representada en los Juegos Olímpicos de Los Ángeles 1932 por un total de 10 deportistas que compitieron en 3 deportes.  
El portador de la bandera en la ceremonia de apertura fue el atleta Jristos Mántikas. El equipo olímpico griego no obtuvo ninguna medalla en estos Juegos.